# حمري (ولاية غليزان)
حمري بلدية تابعة إداريا إلى دائرة جديوية بولاية غليزان.